# Onesse-Laharie
Onesse-Laharie è un comune francese di 965 abitanti situato nel dipartimento delle Landes nella regione della Nuova Aquitania.
Il 7 novembre 2013 ha cambiato nome da Onesse-et-Laharie a Onesse-Laharie.

## Società

### Evoluzione demografica
Abitanti censiti